# Gai Juli Mentó
Gai Juli Mentó (en llatí Caius Julius Mento) va ser un magistrat romà del segle v aC. Formava part de la gens Júlia, una antiga gens romana d'origen patrici.
Va ser elegit cònsol l'any 431 aC i va comandar la guerra contra els volscs que atacaven Roma. Però va conduir malament la guerra per dissensions amb el seu col·lega Tit Quint Cincinnat Penne, que va nomenar un dictador, en la persona de Aule Postumi Tubert per conduir la lluita. Mentó va quedar a càrrec de la ciutat, on va dedicar un temple a Apol·lo.